# Brittany Broben
Brittany Broben, née le 23 novembre 1995 à Gold Coast, est une plongeuse australienne.

## Carrière
Brittany Broben remporte à l'âge de 16 ans la médaille d'argent du haut-vol à 10 mètres aux Jeux olympiques d'été de 2012 à Londres.